# Maximilian Curtze

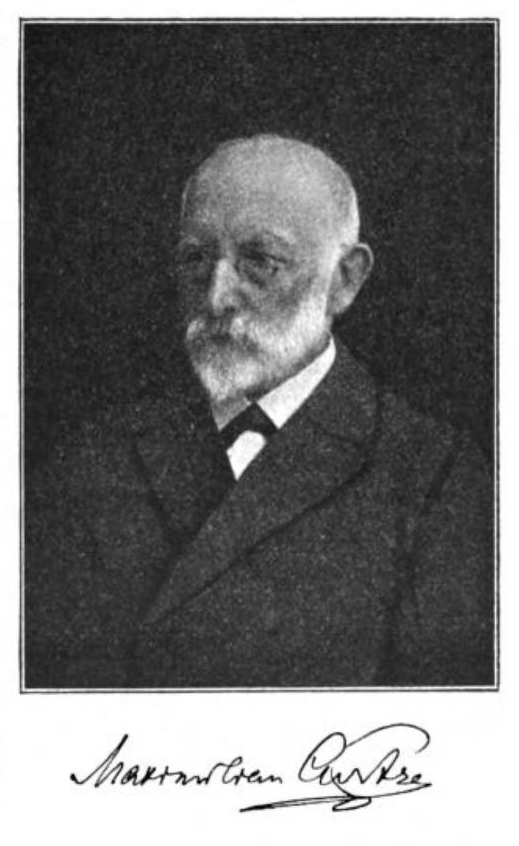
Maximilian Curtze (1903)

Ernst Ludwig Wilhelm Maximilian Curtze (auch: Maximilian Kurtze, E. L. W. M. Curtze, Ernst L. W. M. Curtze, Massimiliano Curtze, Maximiliano Curtze oder Maksymilian Curtze; * 4. August 1837 in Ballenstedt; † 3. Januar 1903 in Thorn) war ein deutscher Gymnasiallehrer, Mathematikhistoriker und Copernicus-Forscher sowie Übersetzer und Herausgeber zahlreicher mathematischer Schriften.

## Leben
Curtze war der vierte Sohn eines Arztes aus Ballenstedt. Nach seinem Abitur am 18. März 1857 in Bernburg, studierte er Philologie an der Universität Greifswald, wo er der Greifswalder Burschenschaft Rugia beitrat. Er wurde dort stark durch seinen Mathematikprofessor Johann August Grunert, dem Gründer des „Archivs der Mathematik und Physik“, das auch historische Artikel veröffentlichte, beeinflusst. Ab April 1861 absolvierte er ein Probejahr an der Höheren Bürgerschule in Lennep und wurde ab Januar 1862 Lehrer am Thorner Gymnasium, wo zu gleicher Zeit Leopold Prowe lehrte. Nach seiner bestandenen Lehramtsprüfung im März 1864 wurde Curtze zunächst 7. ordentlicher Lehrer am Gymnasium zu Thorn. Im April 1879 wurde er zum Gymnasialoberlehrer und im Dezember 1888 zum Gymnasialprofessor ernannt. Am 10. April 1893 wurde ihm der Rang der Räte IV. Klasse verliehen, 1894 ging er in den Ruhestand. Daneben war er auch Träger des Offizierskreuzes und des Ritterkreuzes der Italienischen Armee.

## Coppernicus und Mathematikgeschichtsschreibung
Curtze trat ebenfalls wie Prowe in Thorn einem Komitee bei, das gegründet wurde, um ein Denkmal zu Ehren des Nicolaus Copernicus in dessen Geburtsstadt aufzustellen. Nachdem ein von Friedrich Tieck geschaffenes Denkmal 1853 am Altstädtischen Markt in Thorn eingeweiht wurde, setzte das Denkmalkomitee seine geschichtsforschenden Tätigkeiten als Coppernicus-Verein für Wissenschaft und Kunst fort.
Curtze veröffentlichte die in den Archiven von Berlin, Frauenburg, Wien, Uppsala vorhandenen Manuskripte, wie den von ihm aufgefundenen Commentariolus, in den Mitteilungen des Coppernicus-Vereins (Inedita Copernicana, 1878, 1882). 1873 war er der Herausgeber der Säcular-Ausgabe von Copernicus Hauptwerk De revolutionibus, die auf Copernicus’ Autograph beruhte. 1879 argumentierte er im Vorwort der von Menzzer erstellten deutschen Übersetzung des Hauptwerkes „Über die Kreisbewegungen“ für eine Verwendung der Schreibweise „Coppernicus“, da dieser diese Schreibweise in eigenen Unterschriften oft gewählt hatte. 1899 verfasste Curtze eine biographische Skizze über Coppernicus.
Nachdem Leopold Prowe gestorben war, hielt Curtze am 10. Oktober 1887 bei einer außerordentlichen Sitzung des Vereins eine Gedächtnisrede, und setzte dessen Copernicus-Forschungen fort. Curtze hatte schon 1880 einen Bericht von Carlo Malagola und dessen Funde in den Dokumenten des Familienarchivs von Graf Malvezzi ins Deutsche übersetzt. Diese enthielten die Annalen der Germanischen Nation der Studenten in Bologna von 1200 bis 1650, in denen Malagola die Eintragungen der Brüder Andreas und Nicolaus Copernicus sowie die des Onkels Lucas Watzelrode vorfand.
Da er nicht nur die klassischen Sprachen, sondern auch Französisch und Italienisch beherrschte, übertrug er auch eine Reihe zeitgenössischer italienischer Mathematikbücher ins Deutsche, wie die graphische Statik von Luigi Cremona, Francesco Brioschi und Eugenio Beltrami.
Curtze gilt, neben seinem Freund Moritz Cantor, als einer der wichtigsten deutschen Historiker der Mathematik im 19. Jahrhundert, insbesondere für den Bereich des Mittelalters in Westeuropa. Er gab Manuskripte unter anderem von Nikolaus von Oresme, Bradwardine, Banu Musa, Johannes de Sacrobosco, Jordanus Nemorarius, Leonardo Mainardi, die Korrespondenz von Regiomontanus, Al-Nayrizi heraus, darunter auch viel vorher weitgehend Unbekanntes.

## Mitgliedschaften
Curtze war Mitglied der Deutschen Akademie der Naturforscher Leopoldina, der Academia de Padua sowie der Société des sciences physiques et naturelles de Bordeaux.

## Werke (Auszug)
- Liste bei Google Books
- Die Königliche National-Bibliothek zu Thorn und ihre Seltenheiten.  In: Neue Preußische Provinzial-Blätter. Vierte Folge. Band 5, Königsberg 1868, S. 141–155.
- Nicolaus <Oresmius>: Der Algorismus proportionum des Nicolaus Oresme. 1868
- Ueber einige bis jetzt unbekannte gedruckte Schriften des Domenico Maria Navara da Ferrara.   In: Neue Preußische Provinzial-Blätter. Vierte Folge. Band 7, Königsberg 1870, S. 515–521 und S. 726–527.
- Die mathematischen Schriften des Nicole Oresme (ca. 1320–1382). 1870
- Reliquiae Copernicanae: nach den Originalen in der Universitäts-Bibliothek zu Upsala, 1875 (Hinterlassenschaften von Copernicus)
- Inedita Coppernicana. Aus den Handschriften zu Berlin, Frauenburg, Upsala und Wien. 1878
- Der Aufenthalt des Coppernicus in Bologna … Übersetzt aus “Della vita e delle opere di Antonio Urceo, detto Codro” von Carlo Malagola, 1880
- Ergänzungen zu d. Inedita Coppernicana. 1882
- Geburtshaus des Nikolaus Coppernicus, in Mitteilungen des Coppernicus-Vereins für Wissenschaft und Kunst zu Thorn, 1882
- Petrus de Dacia: In Algorismum vulgarem Johannis de Sacrobosco commentarius. 1897
- Die Abhandlung des Levi ben Gerson über Trigonometrie und den Jacobstab. Bibliotheca mathematica 1898, S. 97–112, PDF abgerufen am 19. November 2023
- Nairīzī, Abu-’l-: In X libros priores Elementorum Euclidis Commentarii. 1899 (als Supplement der Euklid Ausgabe von Heiberg und Heinrich Menge bei Teubner, der Kommentar von Gerhard von Cremona zur Al-Nayrizi´s Kommentar zu den ersten 10 Büchern von Euklids Elementen, den Curtze in Krakau fand)
- Nicolaus Coppernicus: Eine biographische Skizze, in „Sammlung populärer Schriften“, 1899
- Urkunden zur Geschichte der Mathematik im Mittelalter und der Renaissance. 1902[7]
- Antonio Favaro. Intorno al presunto autore della Artis metricae practicae compilatio. 1904